# Sorens
Sorens (Freiburger Patois Chorinⓘ) ist eine politische Gemeinde im Greyerzbezirk des Kantons Freiburg in der Schweiz. Die früheren deutschen Namen Schoringen und Soring werden heute nicht mehr verwendet.

## Geographie
Sorens liegt auf 800 m ü. M., 6 km nördlich des Bezirkshauptortes Bulle (Luftlinie). Das Strassenzeilendorf erstreckt sich auf einem Geländevorsprung südlich des Baches Ruisseau de Malessert, am Südhang des Gibloux, im Greyerzerland an aussichtsreicher Lage rund 120 m über dem Seespiegel des Greyerzersees.
Die Fläche des 8,7 km² grossen Gemeindegebiets umfasst einen Abschnitt des Beckens von Bulle im freiburgischen Alpenvorland. Der Gemeindeboden erstreckt sich von der Hauptstrasse Freiburg-Bulle westwärts den relativ sanft geneigten Hang des Gibloux hinauf. Dieser Hang ist durch mehrere kleine Täler gegliedert; die Südgrenze verläuft meist entlang des Baches Gérigno. In diesen Bach mündet der Ruisseau de l'Abbaye, während der weiter im Norden fliessende Ruisseau de Malessert mit seinen Seitenbächen direkt in den Greyerzersee mündet. Im Nordwesten reicht das Gemeindegebiet auf den Waldgipfel des Gibloux, auf dem mit 1204 m ü. M. der höchste Punkt von Sorens erreicht wird. Die westliche Abgrenzung bildet der Hügel Derbali (1072 m ü. M.), die südwestliche Fortsetzung des Gibloux. Von der Gemeindefläche entfielen 1997 8 % auf Siedlungen, 26 % auf Wald und Gehölze und 66 % auf Landwirtschaft.
Zu Sorens gehören der Weiler Malessert (905 m ü. M.) am Südhang des Gibloux, eine Neubausiedlung oberhalb des Dorfes sowie zahlreiche Einzelhöfe. Nachbargemeinden von Sorens sind Marsens, Le Châtelard, Villorsonnens, Gibloux und Pont-en-Ogoz.

## Bevölkerung
Mit 1096 Einwohnern (Stand 31. Dezember 2023) gehört Sorens zu den kleineren Gemeinden des Kantons Freiburg. Von den Bewohnern sind 95,7 % französischsprachig, 2,9 % deutschsprachig und 0,4 % portugiesischsprachig (Stand 2000). Die Bevölkerungszahl von Sorens belief sich 1870 auf 723 Einwohner, 1900 auf 801 Einwohner. Danach wurde bis 1980 ein durch starke Abwanderung ein Rückgang um fast 25 % auf 612 Einwohner registriert. Seither wurde wieder eine deutliche Bevölkerungszunahme verzeichnet.

## Wirtschaft
Sorens war bis in die zweite Hälfte des 20. Jahrhunderts ein vorwiegend durch die Landwirtschaft geprägtes Dorf. Noch heute haben die Viehzucht und die Milchwirtschaft sowie in geringerem Mass der Ackerbau eine wichtige Bedeutung in der Erwerbsstruktur der Bevölkerung. Weitere Arbeitsplätze sind im lokalen Kleingewerbe und im Dienstleistungssektor vorhanden. In den letzten Jahrzehnten hat sich das Dorf dank der attraktiven Lage auch zu einer Wohngemeinde entwickelt. Zahlreiche Erwerbstätige sind deshalb Wegpendler, die in den Regionen Bulle und Freiburg arbeiten.

## Verkehr
Die Gemeinde ist verkehrstechnisch recht gut erschlossen, obwohl sie abseits der grösseren Durchgangsstrassen an einer Verbindungsstrasse von Vuippens nach Le Châtelard liegt. Der nächste Anschluss an die Autobahn A12, die seit 1981 von Bern bis Vevey durchgehend geöffnet ist und das Gemeindegebiet durchquert, befindet sich rund 6 km vom Ortskern entfernt. Durch zwei Buslinien der Transports publics Fribourgeois, die von Freiburg via Rossens nach Bulle bzw. von Romont nach Bulle fahren, ist Sorens an das Netz des öffentlichen Verkehrs angebunden (die Kurse von/nach Romont fahren ins Dorf und nach Malessert; die Kurse von/nach Freiburg halten unterhalb des Dorfes an der Hauptstrasse).

## Geschichte
Das Gemeindegebiet von Sorens war schon sehr früh besiedelt. Es wurden römische Münzen, Überreste eines römischen Gutshofes und ein Hypokaustum (Bodenheizungsanlage) aus dem 2. Jahrhundert nach Christus entdeckt. Die erste urkundliche Erwähnung des Ortes erfolgte 1150 unter dem Namen Sorans. Der Ortsname geht auf den burgundischen Personennamen Sauthahar zurück und bedeutet mit dem Suffix -ens so viel wie bei den Leuten des Sauthahar.
Im Mittelalter sind die Herren von Sorens bezeugt, die dem Prämonstratenserkloster Humilimont (in Marsens) einen Teil des Gebietes vermachten. Seit 1225 gehörte das Dorf zur Herrschaft Vuippens und teilte in der Folge deren Geschicke. 1547 kam Sorens an Freiburg und wurde der neu gegründeten Vogtei Vuippens-Everdes zugeteilt. Nach dem Zusammenbruch des Ancien Régime (1798) gehörte das Dorf während der Helvetik und der anschliessenden Zeit bis 1848 zum damaligen Bezirk Bulle, bevor es in den Bezirk Greyerz eingegliedert wurde.
1961 fand in Sorens eine Prospektion nach Erdöl statt, die Probebohrung blieb ohne kommerziell nutzbaren Fund.

## Sehenswürdigkeiten
Die Kirche von Sorens erhielt ihre heutige Gestalt im 19. Jahrhundert. Seit 1861 bildet das Dorf eine selbständige Kirchgemeinde. Der Sendeturm auf dem Gibloux ist ein architektonisch bemerkenswerter Sendeturm mit Aussichtsplattform.

## Söhne und Töchter der Gemeinde
- Cyprien Ayer (* 12. März 1825 in Sorens; † 8. September 1884 in Neuchâtel), Geograph, Romanist, Grammatiker und Hochschulrektor